# Agrónomos Mexicanos
Agrónomos Mexicanos är en ort i Mexiko.   Den ligger i kommunen Villaflores och delstaten Chiapas, i den sydöstra delen av landet, 700 km sydost om huvudstaden Mexico City. Agrónomos Mexicanos ligger 668 meter över havet och antalet invånare är 1 202.
Terrängen runt Agrónomos Mexicanos är huvudsakligen kuperad. Agrónomos Mexicanos ligger nere i en dal. Runt Agrónomos Mexicanos är det ganska glesbefolkat, med 47 invånare per kvadratkilometer. Omgivningarna runt Agrónomos Mexicanos är en mosaik av jordbruksmark och naturlig växtlighet.